# Wuxi
För andra betydelser, se Wuxi (olika betydelser).
Wuxi, tidigare romaniserat Wusih, är en stad på prefekturnivå i provinsen Jiangsu vid Kinas kust mot Gula havet omkring 150 kilometer sydost om provinshuvudstaden Nanjing. Staden ligger vid den stora insjön Tai Hu mellan Shanghai och Nanjing.
På grund av sin kraftiga ekonomiska tillväxt kallas staden ofta Lilla Shanghai. Wuxi är ett av de ekonomiska och industriella centrumen i provinsen Jiangsu, och har ett gynnsamt läge vid Kejsarkanalen och vid huvudtrafiklederna mellan Shanghai och Nanjing.

## Geografi
Prefekturen delas i två av sjön Taihu, och gränsar till Changzhou i väst och Suzhou i öst. I nord gränsar prefekturen mot Taizhou längs med Yangtsefloden, medan den sydliga halvan delar gräns med provinsen Zhejiang.

## Administrativ indelning
Wuxi är uppdelat i fem huvudstadsområden och två satellitstäder på länsnivå.
| Karta | Indelning                                                                                         | Kinesiska | Pinyin       | Befolkning 2010 | Yta (km2) | Täthet |
| 1 2 3 4 Xishan Huishan Binhu Jiangyin (stad) Yixing (stad) 1. Chong'an 2. Nanchang 3. Beitang 4. Det nya distriktet |                                                                                                   |           |              |                 |           |        |
| --- | ------------------------------------------------------------------------------------------------- | --------- | ------------ | --------------- | --------- | ------ |
| 1 2 3 4 Xishan Huishan Binhu Jiangyin (stad) Yixing (stad) 1. Chong'an 2. Nanchang 3. Beitang 4. Det nya distriktet | Innerstadsdistrikt                                                                                |           |              |                 |           |        |
| 1 2 3 4 Xishan Huishan Binhu Jiangyin (stad) Yixing (stad) 1. Chong'an 2. Nanchang 3. Beitang 4. Det nya distriktet | Chong'an                                                                                          | 崇安区    | Chóng'ān qū  | 228 854         | 18        | 12 714 |
| 1 2 3 4 Xishan Huishan Binhu Jiangyin (stad) Yixing (stad) 1. Chong'an 2. Nanchang 3. Beitang 4. Det nya distriktet | Nanchang                                                                                          | 南长区    | Náncháng qū  | 378 490         | 22        | 17 204 |
| 1 2 3 4 Xishan Huishan Binhu Jiangyin (stad) Yixing (stad) 1. Chong'an 2. Nanchang 3. Beitang 4. Det nya distriktet | Beitang                                                                                           | 北塘区    | Běitáng qū   | 336 844         | 32        | 10 526 |
| 1 2 3 4 Xishan Huishan Binhu Jiangyin (stad) Yixing (stad) 1. Chong'an 2. Nanchang 3. Beitang 4. Det nya distriktet | Wuxis nya distrikt                                                                                | 无锡新区  | Wúxī xīn qū  | 536 807         | 219       | 2 451  |
| 1 2 3 4 Xishan Huishan Binhu Jiangyin (stad) Yixing (stad) 1. Chong'an 2. Nanchang 3. Beitang 4. Det nya distriktet | Förortsdistrikt                                                                                   |           |              |                 |           |        |
| 1 2 3 4 Xishan Huishan Binhu Jiangyin (stad) Yixing (stad) 1. Chong'an 2. Nanchang 3. Beitang 4. Det nya distriktet | Xishan                                                                                            | 锡山区    | Xīshān qū    | 681 300         | 396       | 1 720  |
| 1 2 3 4 Xishan Huishan Binhu Jiangyin (stad) Yixing (stad) 1. Chong'an 2. Nanchang 3. Beitang 4. Det nya distriktet | Huishan                                                                                           | 惠山区    | Huìshān qū   | 691 059         | 327       | 1 215  |
| 1 2 3 4 Xishan Huishan Binhu Jiangyin (stad) Yixing (stad) 1. Chong'an 2. Nanchang 3. Beitang 4. Det nya distriktet | Binhu                                                                                             | 滨湖区    | Bīnhú qū     | 688 965         | 567       | 1 215  |
| 1 2 3 4 Xishan Huishan Binhu Jiangyin (stad) Yixing (stad) 1. Chong'an 2. Nanchang 3. Beitang 4. Det nya distriktet | Satellitstäder                                                                                    |           |              |                 |           |        |
| 1 2 3 4 Xishan Huishan Binhu Jiangyin (stad) Yixing (stad) 1. Chong'an 2. Nanchang 3. Beitang 4. Det nya distriktet | Jiangyin                                                                                          | 江阴市    | Jiāngyīn shì | 1 594 829       | 987       | 1 616  |
| 1 2 3 4 Xishan Huishan Binhu Jiangyin (stad) Yixing (stad) 1. Chong'an 2. Nanchang 3. Beitang 4. Det nya distriktet | Yixing                                                                                            | 宜兴市    | Yíxīng shì   | 1 235 476       | 2 177     | 568    |
| 1 2 3 4 Xishan Huishan Binhu Jiangyin (stad) Yixing (stad) 1. Chong'an 2. Nanchang 3. Beitang 4. Det nya distriktet | Totalt                                                                                            | Totalt    | Totalt       | 6 372 624       | 4 787     | 1 300  |
| 1 2 3 4 Xishan Huishan Binhu Jiangyin (stad) Yixing (stad) 1. Chong'an 2. Nanchang 3. Beitang 4. Det nya distriktet | Wuxis nya distrikt är formellt en del av distriktet Binhu men har sitt eget distriktsfullmäktige. |           |              |                 |           |        |

## Klimat
Genomsnittlig årsnederbörd är 1 613 millimeter. Den regnigaste månaden är augusti, med i genomsnitt 234 mm nederbörd, och den torraste är januari, med 55 mm nederbörd.